# Ruisseau de Sant
Pour les articles homonymes, voir Sant.
Le Sant est une rivière du sud de la France affluent du Sor sous-affluent de l'Agout du Tarn et de la Garonne.

## Géographie
De 18,3 km de longueur, il prend sa source sur la commune de Arfons, dans le Tarn et se jette dans le Sor en rive gauche sur la commune de Soual.

## Départements et communes traversées
- Tarn : Arfons, Massaguel, Soual, Verdalle.

## Principaux affluents
- Rec Prastié, 2,7 km
- Ruisseau de la Vialette, 3 km